# Організаційні форми адвокатської діяльності
Адвокат має право займатись адвокатською діяльністю індивідуально, відкрити своє адвокатське бюро, об’єднуватися з іншими адвокатами в колегії, адвокатські фірми, контори та інші адвокатські об’єднання, які діють відповідно до Закону України «Про адвокатуру та адвокатську діяльність» та статутів адвокатських об’єднань.

## Зайняття адвокатською діяльністю індивідуально
Зайняття адвокатською діяльністю індивідуально - організаційна форма, за якою адвокат здійснює свою діяльність без створення юридичної особи. Адвокат повинен повідомити місцевий орган влади про одержання свідоцтва про право на заняття адвокатською діяльністю. Він реєструється у податкових органах, стає на облік у Пенсійному фонді, сплачує відповідні податки, обов'язкові платежі, відкриває рахунок у встановленому законом порядку, має свою печатку. Адвокат від свого імені укладає угоди з громадянами та юридичними особами на надання правової допомоги.
Відповідно до статті 13 Закону України «Про адвокатуру та адвокатську діяльність» адвокат, який здійснює адвокатську діяльність індивідуально, є самозайнятою особою. Він має такі права:
- відкривати рахунки в банках, мати печатку, штампи, бланки (у тому числі ордера) із зазначенням свого прізвища, імені та по батькові, номера і дати видачі свідоцтва про право на заняття адвокатською діяльністю;
- мати помічників з числа осіб, які мають повну вищу юридичну освіту.

Адвокат може мати помічника або кількох помічників із числа осіб, які мають вищу юридичну освіту. Умови роботи визначаються контрактом між адвокатом (адвокатським об'єднанням) і помічником адвоката з додержанням законодавства про працю.
Помічники адвоката працюють на підставі трудового договору (контракту), укладеного з адвокатом, адвокатським бюро, адвокатським об'єднанням, з додержанням вимог цього Закону і законодавства про працю. Помічник адвоката виконує доручення адвоката у справах, що знаходяться у провадженні адвоката, крім тих, що належать до процесуальних повноважень (прав та обов'язків) адвоката. Положення про помічника адвоката затверджується Радою адвокатів України. Помічнику адвоката забороняється суміщати роботу в адвоката з діяльністю, несумісною з діяльністю адвоката (статті 16 Закону України «Про адвокатуру та адвокатську діяльність»).

## Адвокатське об'єднання
Адвокатське об'єднання - є юридичною особою, створеною шляхом об'єднання двох або більше адвокатів (учасників), і діє на підставі статуту. Адвокатське об'єднання має самостійний баланс, може відкривати рахунки у банках, мати печатку, штампи і бланки із своїм найменуванням.
Про створення, реорганізацію або ліквідацію адвокатського об'єднання, зміну складу його учасників адвокатське об'єднання протягом трьох днів із дня внесення відповідних відомостей до Єдиного державного реєстру юридичних осіб та фізичних осіб - підприємців письмово повідомляє відповідну раду адвокатів регіону. Державна реєстрація адвокатського об'єднання здійснюється в порядку, установленому Законом України "Про державну реєстрацію юридичних осіб та фізичних осіб - підприємців".
Стороною договору про надання правової допомоги є адвокатське об'єднання. Від імені адвокатського об'єднання договір про надання правової допомоги підписується учасником адвокатського об'єднання, уповноваженим на це довіреністю або статутом адвокатського об'єднання.
Адвокатське об'єднання може залучати до виконання укладених об'єднанням договорів про надання правової допомоги інших адвокатів на договірних засадах. Адвокатське об'єднання зобов'язане забезпечити дотримання професійних прав адвокатів та гарантій адвокатської діяльності.
Об'єднання не займаються підприємницькою діяльністю, не отримують прибутку, не виконують роботи, не надають послуги - відповідно до Конституції та чинного законодавства вони забезпечують право на захист та надають правову допомогу не на засадах підприємництва, а здійснюють це як специфічну конституційну функцію адвокатури. Адвокатські об'єднання є юридичними особами, вони діють на підставі законодавства та своїх статутів, які регулюють: порядок утворення, діяльності, реорганізації і ліквідації адвокатських об'єднань, структуру, штати, функції, порядок витрачання коштів, права й обов'язки керівних органів, порядок їх обрання та інші питання. Адвокатські об'єднання мають право відкривати в банках, як українських, так і іноземних, поточні і депозитні рахунки, мають печатку і штамп зі своїм найменуванням.

## Адвокатське бюро
Адвокатське бюро є юридичною особою, створеною одним адвокатом, і діє на підставі статуту. Найменування адвокатського бюро повинно включати прізвище адвоката, який його створив. Державна реєстрація адвокатського бюро здійснюється у порядку, встановленому Законом України «Про державну реєстрацію юридичних осіб та фізичних осіб – підприємців та громадських формувань», з урахуванням особливостей, передбачених Законом України «Про адвокатуру та адвокатську діяльність».
Адвокатське бюро має самостійний баланс, може відкривати рахунки у банках, мати печатку, штампи і бланки із своїм найменуванням. Про створення, реорганізацію або ліквідацію адвокатського бюро адвокат, який створив адвокатське бюро, протягом трьох днів з дня внесення відповідних відомостей до Єдиного державного реєстру юридичних осіб та фізичних осіб – підприємців та громадських формувань письмово повідомляє відповідну раду адвокатів регіону. Стороною договору про надання правової допомоги є адвокатське бюро. Адвокатське бюро може залучати до виконання укладених бюро договорів про надання правової допомоги інших адвокатів на договірних засадах. Адвокатське бюро зобов'язане забезпечити дотримання професійних прав адвокатів та гарантій адвокатської діяльності.